# Jorge Morales (locutor argentino)
Jorge Morales (Buenos Aires, Argentina; 26 de noviembre de 1928 - Ibídem; 2 de julio de 2014) fue un notable actor, locutor y animador deportivo argentino de larga trayectoria.

## Carrera
Iniciado en esplendor cinematográfico argentino compartió cartel con populares estrellas del momento como Mario Soffici, Luis Arata, Alberto de Mendoza, Ulises Dumont, Gogó Andreu, Carlos Rivas, Eduardo Pavlovsky, Arturo Maly, entre otros.
En la pantalla chica participó en  telenovelas como Rolando Rivas, taxista con Claudio García Satur y Soledad Silveyra,  y Un mundo de veinte asientos con Claudio Levrino y Gabriela Gili.
Ya tiempo más tarde emprendió el rumbo de la locución y el relato deportivo en el Luna Park, especialmente en boxeo, tras ser solicitado por el flamante empresario Tito Lecture luego del alejamiento de Norberto Fiorentino. Con su popular frase "Uuuuultima pelea de la noche", anunciaba con su particular estilo en el estadio de la calle Bouchard, en la previa de las peleas. Transmitió por más de tres décadas decenas de luchas lo que le valió el apodo de “La voz del Luna”.
Jorge Morales falleció de causas naturales a los 85 años el miércoles 2 de julio de 2014. Sus restos descansan en el Panteón de la Asociación Argentina de Actores del Cementerio de la Chacarita.

## Filmografía
- 1954: Barrio gris.
- 1955: El curandero.
- 1955: En carne viva.
- 1984: Cuarteles de invierno.

## Televisión
- 1960: Teleteatro de las quince.
- 1961: Telebiografías con Alfredo Alcón (ep. El rey de los fósforos).[4]
- 1962: La hora fate (ep.Romeo y Julieta), emitida por Canal 9.
- 1962: Teleteatro para la hora del té (con la obra El ladrón de sueños).
- 1966: Carola y Carolina.
- 1967: El amor, la bestia y la virtud.
- 1970/1971: Soledad, un destino sin amor.
- 1971: Alta comedia (Ep: "El hombre más feo del mundo").
- 1973/1974: Humor a la italiana (Ep: "Departamento con muchacha" y "La novia llegó en canoa").
- 1974: Teleteatro de Jorge Salcedo.
- 1974: Alberto Vilar el indomable.
- 1974: Rolando Rivas, taxista.
- 1975: No hace falta quererte.
- 1978/1979: Un mundo de veinte asientos.
- 1978: La mujer frente al amor.
- 1979: Una escalera al cielo.
- 1980/1981: Trampa para un soñador.
- 1981: Barracas al sur.
- 1981: Me caso con vos.
- 1982: El ciclo de Guillermo Brédeston y Nora Cárpena.
- 1983: Aprender a vivir... 83.
- 1983: Amar... al salvaje .
- 1995: Dulce Ana.[5]

## Teatro
- Tres veces en un día (1963), con la compañía dramática de Mario Soffici, junto a Carmen Llambí, Atilio Marinelli, María Esther Corán, María Vaner y Fausto Aragón.[6]
- Después de la caída (1965).
- Un tal Servando Gómez (1973), de Samuel Eichelbaum, dirigida por Pedro Escudero en el Teatro Nacional Cervantes.